# 2009 ワールド・ベースボール・クラシック 決勝トーナメント
2009 ワールド・ベースボール・クラシック 決勝トーナメントは、ワールド・ベースボール・クラシック第2回大会の準決勝・決勝戦。2009年3月21日から3月23日にかけて、ロサンゼルスのドジャー・スタジアムで行なわれた。

## 試合形式
第2ラウンドの各組上位2ヶ国が出場。各組の1位と2位が、クロスオーバー方式で入れ替わる形で対戦し、その勝者が決勝戦を行う。

## 試合結果
下記（青帯）表記は、以下の通り。
ゲームNo. 試合開始時間 （試合時間、入場者数）
|  | x - x |

### 第1日目（3月21日）
準決勝1 18:00（3時間22分、43,378人）
| ベネズエラ | 2 - 10 | 韓国 |

|            | 1 | 2 | 3 | 4 | 5 | 6 | 7 | 8 | 9 | R  | H  | E |
| ---------- | - | - | - | - | - | - | - | - | - | -- | -- | - |
| 韓国       | 5 | 2 | 0 | 1 | 0 | 2 | 0 | 0 | 0 | 10 | 10 | 1 |
| ベネズエラ | 0 | 0 | 1 | 0 | 0 | 0 | 1 | 0 | 0 | 2  | 9  | 5 |

1. 韓：○尹錫珉、鄭大炫、柳賢振、鄭現旭、林昌勇 - 朴勍完
2. ベ：●カルロス・シルバ、エンリケ・ゴンザレス、ビクター・ザンブラーノ、ジャン・グラナド 、ビクター・モレノ、カルロス・バスケス - ラモン・ヘルナンデス
3. 勝利：尹錫珉
4. 敗戦：カルロス・シルバ
5. 本塁打
韓：秋信守（1号3ラン・1回（カルロス・シルバ））、金泰均（3号2ラン・2回（カルロス・シルバ））
ベ：カルロス・ギーエン（3号ソロ・7回（尹錫珉））

韓国が圧勝で史上初の決勝進出を決めた。ベネズエラは怠慢な守備から大量失点に繋がり準決勝敗退となった。

### 第2日目（3月22日）
準決勝2 17:00（3時間15分、43,630人）
| 日本 | 9 - 4 | アメリカ合衆国 |

|                | 1 | 2 | 3 | 4 | 5 | 6 | 7 | 8 | 9 | R | H  | E |
| -------------- | - | - | - | - | - | - | - | - | - | - | -- | - |
| アメリカ合衆国 | 1 | 0 | 1 | 0 | 0 | 0 | 0 | 2 | 0 | 4 | 9  | 3 |
| 日本           | 0 | 1 | 0 | 5 | 0 | 0 | 0 | 3 | x | 9 | 10 | 1 |

1. ア：●ロイ・オズワルト、ジョン・グラボウ、J・P・ハウエル、マット・ソーントン、ジョエル・ハンラハン、スコット・シールズ - ブライアン・マキャン
2. 日：○松坂大輔、杉内俊哉、田中将大、馬原孝浩、ダルビッシュ有 - 城島健司
3. 勝利：松坂大輔
4. 敗戦：ロイ・オズワルト
5. 本塁打
ア：ブライアン・ロバーツ（1号ソロ・1回（松坂大輔））

### 第3日目（3月23日）
決勝 18:39（4時間、54,846人）
先攻、後攻は大会勝率によって決まり、同率の場合はコイントス、もしくはくじ引きで決めるようになっていた。今大会の決勝に進出した両チームが決勝進出の時点で6勝2敗の同率で直接対戦の成績も2勝2敗で互角だったため、コイントスを行い、その結果、日本が先攻、韓国が後攻になった。しかし、ダッグアウトとロッカールームは日本がホームチームの3塁側、韓国がビジターチームの1塁側を使用した。試合はイチローの決勝適時中前安打で日本が勝利し、2連覇を果たした。
| 韓国 | 3 - 5 | 日本 |

|      | 1 | 2 | 3 | 4 | 5 | 6 | 7 | 8 | 9 | 10 | R | H  | E |
| ---- | - | - | - | - | - | - | - | - | - | -- | - | -- | - |
| 日本 | 0 | 0 | 1 | 0 | 0 | 0 | 1 | 1 | 0 | 2  | 5 | 15 | 0 |
| 韓国 | 0 | 0 | 0 | 0 | 1 | 0 | 0 | 1 | 1 | 0  | 3 | 5  | 1 |

1. 日：岩隈久志、杉内俊哉、○ダルビッシュ有 - 城島健司
2. 韓：奉重根、鄭現旭、柳賢振、●林昌勇 - 朴勍完、姜珉鎬
3. 勝利：ダルビッシュ有
4. 敗戦：林昌勇
5. 本塁打
韓：秋信守（2号ソロ・5回（岩隈久志））

## テレビ・ラジオ中継
日本国内においては以下の通りであった。
- 地上波テレビは、日本戦をTBS制作（東京放送国内分著作）でJNN28局ネット。午前中の生中継に加え、日本時間午後9時からダイジェストを急遽編成した。コメンタリー・スタッフは準決勝、決勝とも実況が林正浩（TBSアナウンサー）、解説が槙原寛己と佐々木主浩、スペシャル・コメンテーターに清原和博（元オリックス・バファローズ）、ベンチサイドレポーターに初田啓介（TBSアナウンサー）、TBSのスタジオ担当は土井敏之（TBSアナウンサー）が務めた。なお、決勝当日の深夜に放送の総集編のスタジオ担当は土井と出水麻衣（TBSアナウンサー）が務めた。また、試合後の優勝監督および選手たちのインタビューは中継終了後の後続番組の中で伝えた。
- また、準決勝のアメリカ戦についても、日本時間の当日午後に同じJNNでダイジェスト放送した。
- 決勝戦は、平日昼という時間帯ながら平均36.4%、瞬間最高45.6%の高視聴率を記録した。テレビを付けていた家庭のうち中継を見ていた家庭の割合(番組視聴占拠率)は71.7%だった。同日9時からのダイジェスト放送も平均26.5%を記録した(いずれも関東地区)。
- CS衛星波テレビは、J SPORTSで生中継した。実況は島村俊治アナウンサー、解説は斉藤明夫。
- ラジオは、ニッポン放送制作でNRN系列の一部局のみが放送した。実況は師岡正雄（ニッポン放送アナウンサー）、解説はアキ猪瀬（メジャーリーグ・アナリスト）。

一方、韓国ではKBS第1テレビ、MBC、SBSの3社が揃って決勝の模様をテレビ中継した。また、ソウルの蚕室球場ではパブリック・ビューイングが行われ、平日の朝から試合が始まったにもかかわらず、およそ1万5千人がつめかけた。その模様はアメリカ現地のESPNの中継にも伝えられた。